# Sphingonaepiopsis kuldjaensis
Sphingonaepiopsis kuldjaensis (tên tiếng Anh: Kuldja Hawkmoth) là một loài bướm đêm thuộc họ Sphingidae. Loài này có ở miền đông Kazakhstan, miền tây Tân Cương Province in Trung Quốc, miền đông Uzbekistan, Tajikistan, Kyrgyzstan và miền đông Afghanistan.
Sải cánh dài 30–34 mm. Ấu trùng ăn các loài flower buds và young leaves của Galium.